# Markham, Texas
Markham är en ort i Matagorda County i delstaten Texas, USA.